# 侯剛
侯 剛（こう ごう、466年 - 526年）は、北魏の官僚・料理人。字は乾之。本貫は河南郡洛陽県。

## 経歴
低い身分の出身であったが、若くして料理を得意とし、料理を進上するために宮中に出入りするようになった。長らくを経て、中散に任じられた。太和末年、孝文帝の南征に従軍して、虎威将軍・冗従僕射・嘗食典御となった。宣武帝はかれの実直さを褒めて、剛の名を与えた。ほどなく奉車都尉・右中郎将・領刀剣左右に転じ、游撃将軍・城門校尉の任を加えられた。典御を兼ねたまま武衛将軍に転じ、さらに通直散騎常侍の位を加えられた。512年（延昌元年）、右衛将軍の号を受けた。元詡（のちの孝明帝）が皇太子に立てられると、侯剛は本官のまま太子中庶子を兼ねた。
515年（延昌4年）、宣武帝が死去すると、侯剛は侍中の崔光とともに東宮に赴き、孝明帝を迎えた。散騎常侍・衛尉卿に任じられ、武陽県開国侯に封じられた。まもなく侍中・撫軍将軍・恒州大中正となった。さらに衛将軍に進んだため、侍中の任を辞そうとしたが、許されなかった。爵位は公に進み、給仕の功労により、散伯の賞を加えられた。516年（熙平元年）、他の官位をそのままに、左衛将軍に任じられた。
後に侯剛は羽林を射殺した罪を御史中尉の元匡に弾劾された。このため太和年間以来の嘗食典御の任を初めて解かれた。ほどなく散騎常侍の位を加えられた。519年（神亀2年）、清河王元懌の推挙を受けて、車騎将軍・領御史中尉となった。
520年（正光元年）、領軍の元叉が北魏の朝廷で権力を掌握すると、侯剛の長男の侯詳が元叉の妹の夫だったことから、侯剛は侍中・左衛将軍として召し出され、再び嘗食典御を兼ね、元叉の党与として活動した。車騎大将軍・領左右の任を加えられ、以前に削られた封をもどされた。521年（正光2年）、儀同三司の位を加えられた。523年（正光4年）、再び御史中尉の任を兼ねた。侯剛は封邑の俸粟を軍人に支給することを求め、孝明帝に許された。525年（孝昌元年）、元叉が領軍の任を解かれると、侯剛は他の官位をそのままにして、領軍に任じられた。まもなく車騎大将軍・儀同三司のまま、散騎常侍・冀州刺史として出向した。526年（孝昌2年）、元叉が殺害されると、元叉の党与であったことが罪に問われて、征虜将軍に降格され、その他の官位と爵位を剥奪された。3月11日、洛陽中練里の邸で死去した。享年は61。永安年間、司徒公の位を追贈された。

## 子女
- 侯詳（奉朝請、通直散騎侍郎・冠軍将軍・主衣都統、正光年間に燕州刺史、後将軍、司徒左長史・領嘗薬典御・燕州大中正、東魏の興和年間に驃騎将軍・殷州刺史）
- 侯淵[4]（長孫稚の娘を妻に迎えた）

## 伝記資料
- 『魏書』巻93 列伝第81
- 『北史』巻92 列伝第80
- 魏故侍中使持節都督冀州諸軍事車騎大将軍儀同三司冀州刺史武陽県開国公侯君之墓誌（侯剛墓誌）